# Marcel Dupré
Marcel Dupré (výslovnost: [maʁsɛl dypre]) (3. května 1886 Rouen, Francie – 30. května 1971 Meudon) byl francouzský varhaník, klavírista, skladatel a pedagog.

## Život
Marcel Dupré se narodil 3. května 1886 v Rouenu do hudební rodiny. Jeho otec byl varhaníkem a přítelem varhanáře Aristida Cavaillé-Colla, který v jejich rodinném domě postavil varhany. Marcel byl od malička považován za zázračné dítě. V roce 1904 vstoupil na pařížskou konzervatoř. Jeho učiteli byli Louis Diémer a Lazare Lévy (klavír), Alexandre Guilmant a Louis Vierne (varhany) a Charles-Marie Widor (kontrapunkt a skladba). V roce 1914 získal Římskou cenu za kantátu Psyché.
V následujících letech se věnoval rozsáhlé koncertní činnosti. Uskutečnil více než 2000 varhanních koncertů v Evropě, Spojených státech, Kanadě i Austrálii. Zvláštní místo mezi nimi zaujímá provedení úplného varhanního díla Johanna Sebastiana Bacha, které uskutečnil na deseti koncertech v roce 1920 v sále Pařížské konzervatoře a zopakoval o rok později v Palais du Trocadéro. Všechny koncerty hrál zpaměti.
V roce 1924 byl zvolen čestným členem americké hudební společnosti Phi Mu Alpha Sinfonia a v roce 1926 byl jmenován profesorem hry na varhany a improvizace na Pařížské konzervatoři. V této funkci setrval až do odchodu do důchodu v roce 1956. Poslední dva roky byl i jejím ředitelem. V roce 1934 Dupré vystřídal Charlese-Mariu Widora ve funkci titulárního varhaníka chrámu sv. Sulpicia v Paříži, kde působil až do své smrti. Kromě toho byl v letech 1947–1954 ředitelem tzv. Americké konzervatoře, která sídlila na královském zámku ve Fontainebleau.
Jako skladatel zkomponoval 65 opusových čísel. Jeho varhanní skladby se vyznačovaly mimořádnou obtížností a některé z nich byl schopen zahrát pouze on sám (např. Trois Préludes et Fugues, op. 7). Jako pedagog vychoval dvě generace znamenitých varhaníků. Mezi jeho žáky byli např. Jehan Alain, Marie-Claire Alain, Jean-Marie Beaudet, Pierre Cochereau, Françoise Renet, Jeanne Demessieux, Rolande Falcinelli, Jean-Jacques Grunenwald, Jean Guillou, Jean Langlais, Carl Weinrich a Olivier Messiaen.
Kromě vlastních skladeb Dupré připravoval studijní edice varhanních skladeb Johanna Sebastiana Bacha, Georga Friedricha Händela, Wolfganga Amadea Mozarta, Franze Liszta, Felixe Mendelssohna-Bartholdyho, Roberta Schumanna, Césara Francka a Alexandra Glazunova. Dále publikoval metodiku hry na varhany (1927), dvě pojednání o varhanní improvizaci (1926 a 1937) a učebnice harmonické analýzy (1936), kontrapunktu (1938), fugy (1938) a doprovodu gregoriánského chorálu.
Zemřel 30. května 1971 v Meudonu nedaleko Paříže, kde je také pochován.

## Dílo

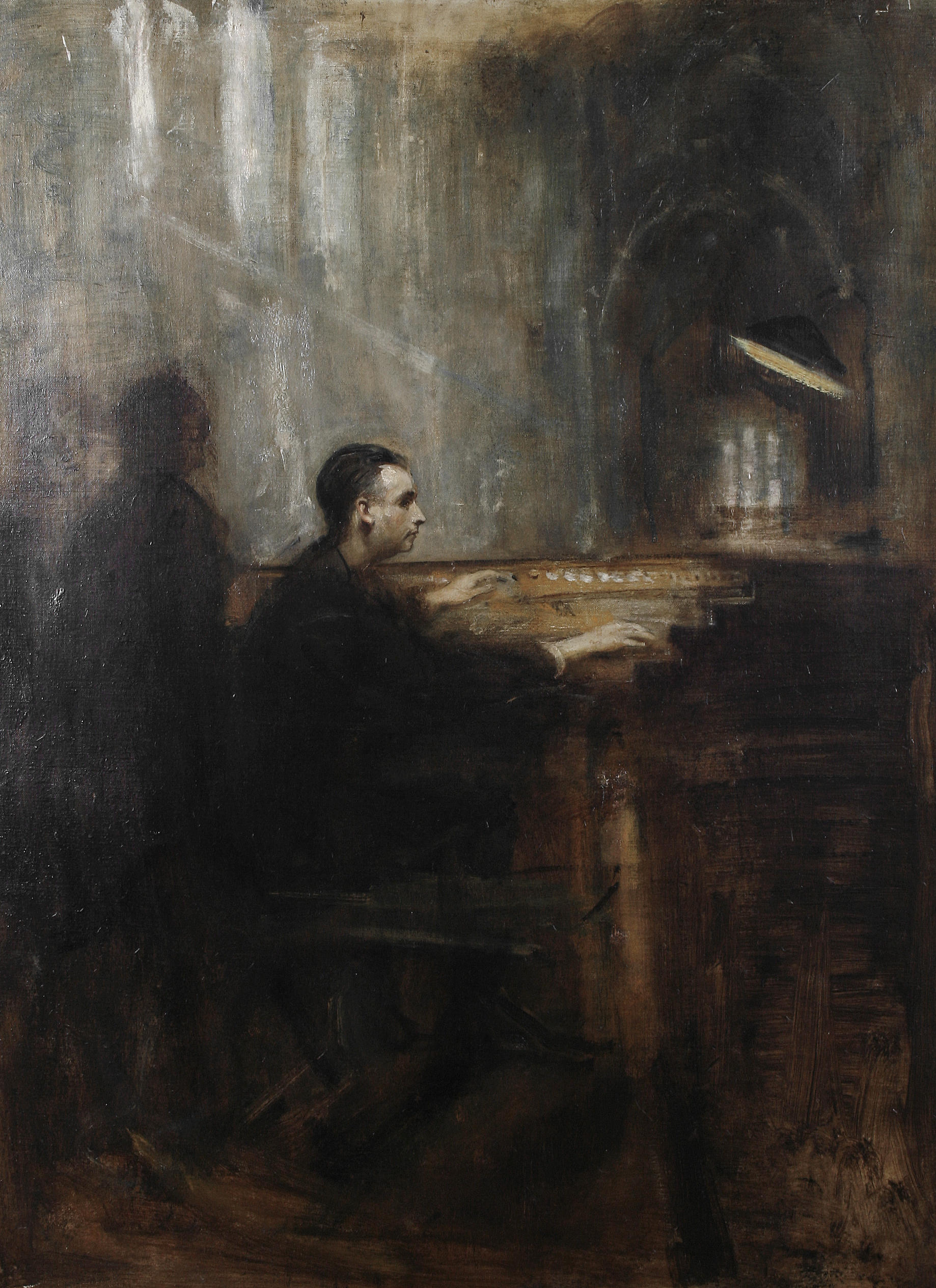
Marcel Dupré u varhan v Notre Dame na obraze Ambrose McEvoye.

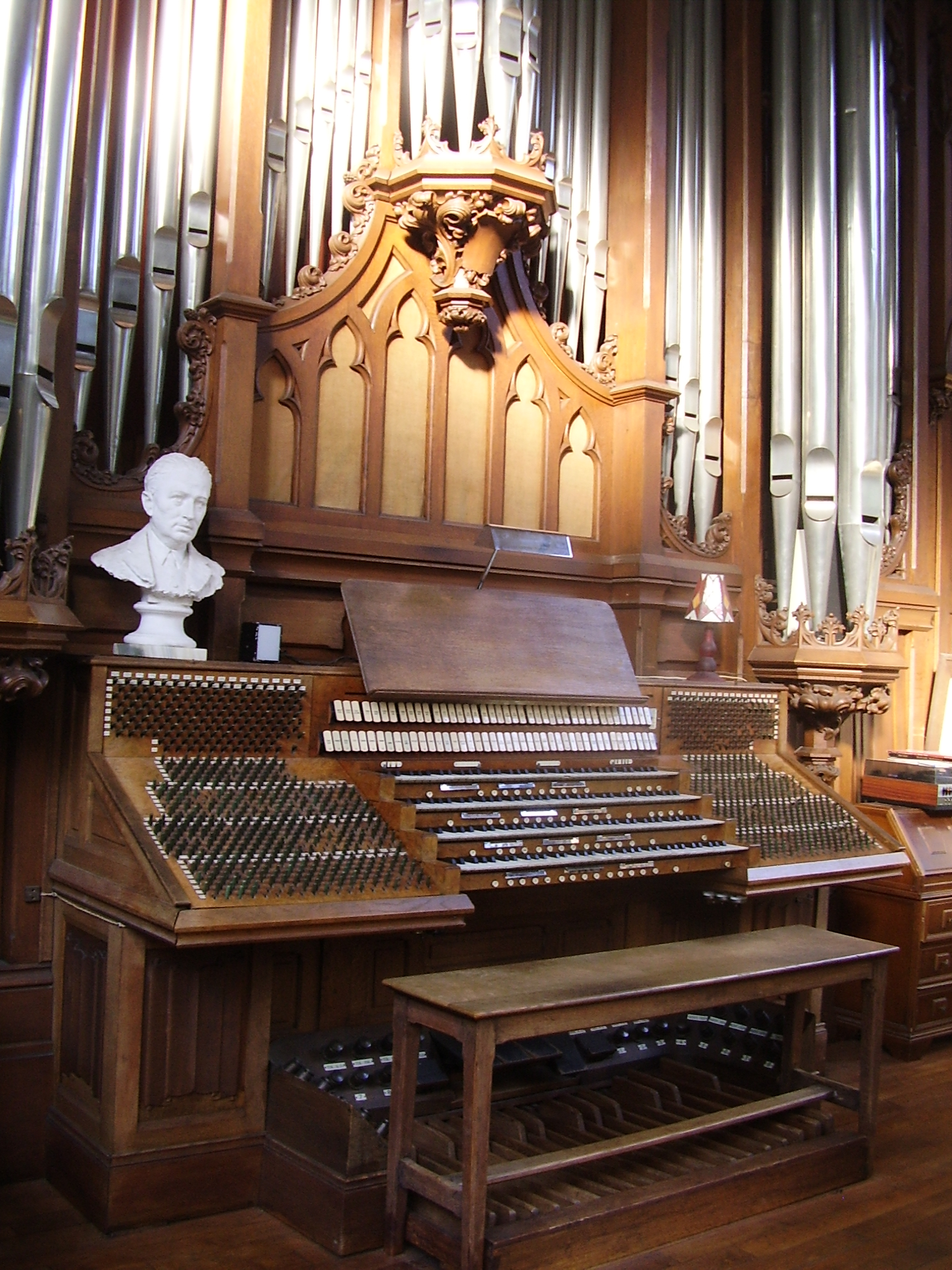
Varhany Marcela Dupré v Meudonu

### Varhanní skladby
- Elévation op. 2 (1912)
- Trois Préludes et Fugues op. 7 (1912)
- Scherzo op. 16 (1919)
- 15 Versets pour les Vêpres du Commun des Fêtes de la Sainte Vierge op. 18 (1919)
- Cortège et Litanie op. 19 Nr. 2 (1921)
- Variations sur un Noël op. 20 (1922)
- Suite Bretonne op. 21 (1923)
- Symphonie-Passion op. 23 (1924)
- Lamento op. 24 (1926)
- Deuxième Symphonie op. 26 (1929)
- Sept Pièces op. 27 (1931)
- Seventy-Nine Chorales op. 28 (1931)
- Le Chemin de la croix op. 29 (1931)
- Trois Élevations op. 32 (1935)
- Angélus op. 34 Nr. 1 (1936)
- Trois Préludes et Fugues op. 36 (1938)
- Évocation op. 37 (1941)
- Le Tombeau de Titelouze op. 38 (1942)
- Suite op. 39 (1944)
- Offrande à la Vierge op. 40 (1944)
- Trois Esquisses op. 41 (1945)
- Paraphrase on the Te Deum op. 43 (1945)
- Vision op. 44 (1947)
- Eight Short Gregorian Preludes op. 45 (1948)
- Épithalame ohne op. (1948)
- Miserere Mei op. 46 (1948)
- Psaume XVIII op. 47 (1949)
- Six Antiennes pour le Temps de Noël op. 48 (1952)
- Vingt-Quatre Inventions op. 50 (1956)
- Triptyque op. 51 (1957)
- Nymphéas op. 54 (1959)
- Annonciation op. 56 (1961)
- Choral et Fugue op. 57 (1962)
- Trois Hymnes op. 58 (1963)
- Two Chorales op. 59 (1963)
- In Memoriam op. 61 (1965)
- Méditation ohne op. (1966)
- Entrée, Canzona et Sortie op. 62 (1967)
- Quatre Fugues Modales op. 63 (1968)
- Regina Coeli op. 64 (1969)
- Vitrail op. 65 (1969)

### Varhany s jinými nástroji
- Cortège et Litanie op. 19 (varhany a orchestr, 1921)
- Symphonie g-Moll op. 25 (varhany a orchestr, 1927)
- Ballade op. 30 (varhany a klavír, 1932)
- Concerto e-Moll op. 31 (varhany a orchestr, 1934)
- Poème héroïque op. 33 (varhany, tři trubky, tři pozouny a bicí, 1935)
- Variations on two themes op. 35 (varhany a klavír, 1937)
- Sinfonia op. 42 (varhany a klavír, 1946)
- Quartet op. 52 (housle, viola, violoncello a varhany, 1958)
- Trio op. 55 (housle, violoncello a varhany, 1960)
- Sonate a-moll op. 60 (violoncello a varhany, 1964)

### Sbory
- Les Normands op. 1 (1911)
- Psyché op. 4 (1914)
- Quatre Motets op. 9 (1916)
- De Profundis op. 17 (1917)
- Ave Verum op. 34 Nr. 2 (1936)
- La France au Calvaire op. 49 (sóla, sbor, varhany a orchestr, 1953)
- Deux Motets op. 53 (1958)

### Klavír
- Six Préludes op. 12 (1916)
- Marche militaire op. 14 (1915)
- Quatre Pièces op. 19 (1921)
- Variations cis-Moll op. 22 (1924)

### Komorní skladby
- Sonate g-moll op. 5 pro housle a klavír (1909)
- Quatre Mélodies op. 6 pro zpěv a klavír (1913)
- Deux Pièces op. 10 pro klarinet a klavír (1917)
- À l'amie perdue op. 11 pro zpěv a klavír (1911)
- Deux Pièces op. 13 pro violoncello a klavír (1916)

### Jiná díla
- Élevation op. 2 pro harmonium (1913)
- Fantaisie h-Moll op. 8 pro klavír a orchestr (1912)
- Marche militaire op. 14 pro orchestr (přepracování klavírní skladby, 1915)
- Orientale op. 15 pro orchestr (1916)